# Batirevói járás
A Batirevói járás (oroszul Батыревский район, csuvas nyelven Патăрьел районĕ) Oroszország egyik járása Csuvasföldön. Székhelye Batirevo.

## Népesség
- 2002-ben 41 769 lakosa volt, melynek 75%-a csuvas, 22%-a tatár.
- 2010-ben 38 618 lakosa volt.